# Giornata mondiale delle zone umide

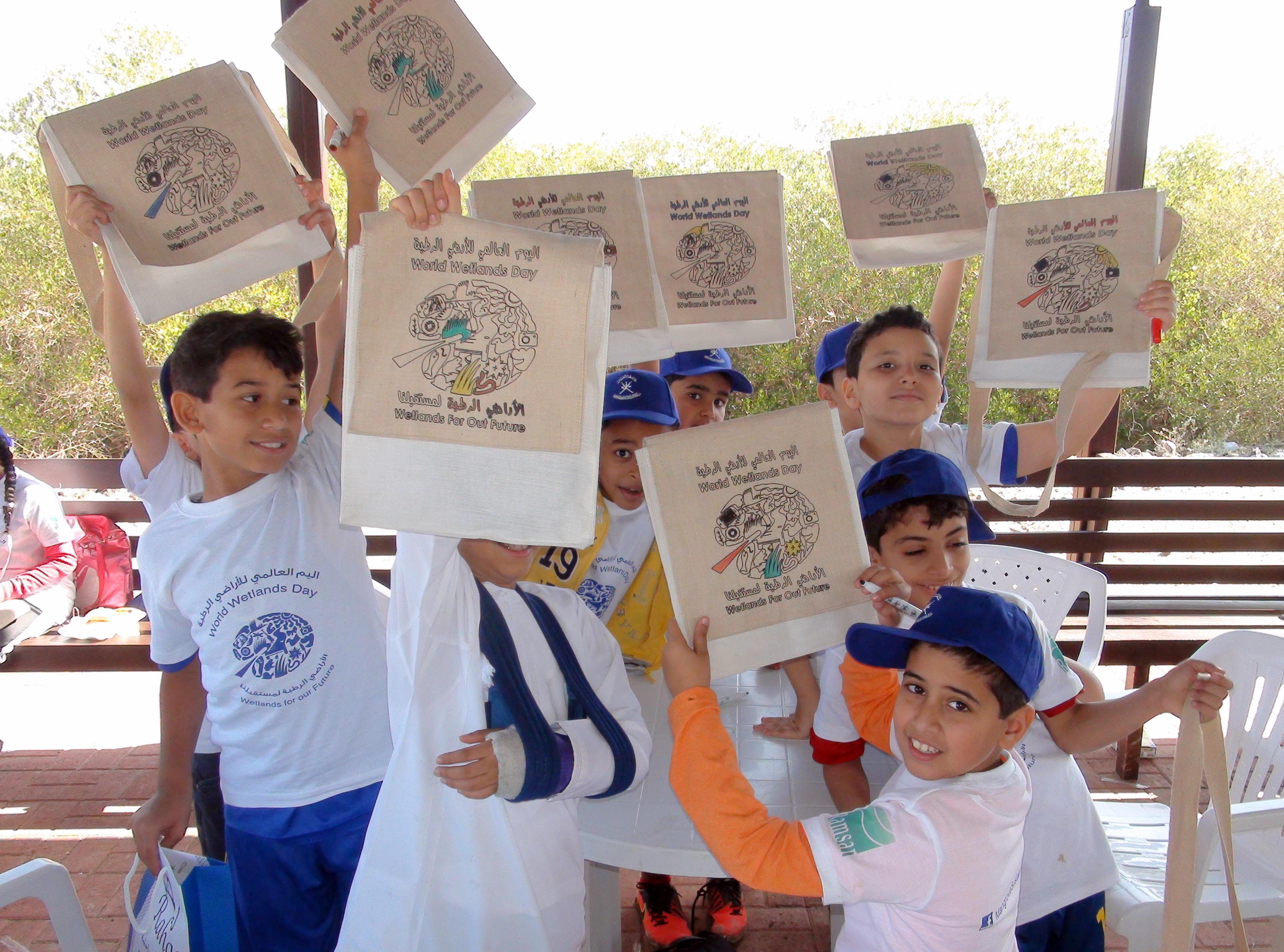
Bambini che celebrano la giornata mondiale delle zone umide in Oman

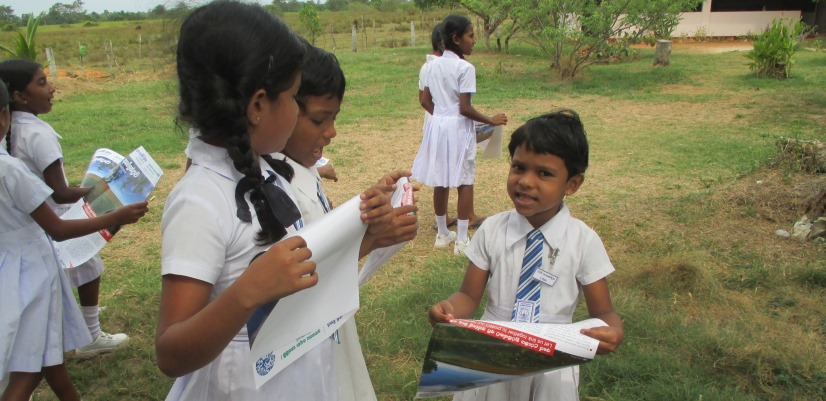
Giornata mondiale delle zone umide nello Sri Lanka

La giornata mondiale delle zone umide è una giornata internazionale che si celebra annualmente il 2 febbraio in occasione dell'anniversario dell'adozione della Convenzione sulle zone umide di importanza internazionale, firmata a Ramsar (Iran) il 2 febbraio 1971.
Istituita nel 1997 per aumentare la consapevolezza sul valore delle zone umide per l'umanità e il pianeta, la manifestazione è cresciuta nel corso degli anni. Ogni anno, le agenzie governative, le organizzazioni non governative e gruppi di cittadini intraprendono azioni volte a sensibilizzare l'opinione pubblica sui valori e i benefici delle zone umide in generale e a diffondere la conoscenza della Convenzione di Ramsar in particolare.

## Temi annuali

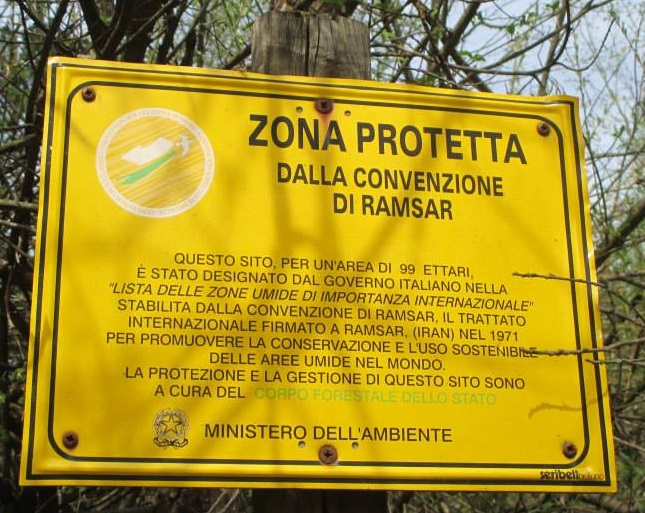
Cartello zona protetta Ramsar situato nella Riserva naturale Vincheto di Celarda a Feltre (Belluno)

Ogni anno viene selezionato un tema su cui focalizzare l'attenzione e contribuire a sensibilizzare l'opinione pubblica sul valore delle zone umide; i paesi organizzano una serie di eventi di sensibilizzazione come lezioni, seminari, passeggiate nella natura, concorsi artistici per bambini, gare, attività di pulizia, interviste radiofoniche e televisive, lettere ai giornali, oltre al lancio di nuove politiche sulle zone umide, istituzione di nuovi siti Ramsar e nuovi programmi a livello nazionale.
| 1997 | Prima edizione                                                                         |
| 1998 | importanza dell'acqua per la vita e il ruolo delle zone umide nella fornitura di acqua |
| 1999 | Persone e zone umide: il legame vitale                                                 |
| 2000 | Celebrare le nostre zone umide di importanza internazionale                            |
| 2001 | Un mondo umido - Un mondo da scoprire                                                  |
| 2002 | Le zone umide: la vita e la cultura dell'acqua                                         |
| 2003 | Non ci sono zone umide senza acqua                                                     |
| 2004 | Dalle montagne al mare: le zone umide al lavoro per noi                                |
| 2005 | C'è salute nella diversità delle zone umide: non perderla                              |
| 2006 | Mezzi di sussistenza a rischio                                                         |
| 2007 | Pesce per domani?                                                                      |
| 2008 | Zone umide sane, persone sane                                                          |
| 2009 | Da monte a valle: le zone umide collegano noi tutti                                    |
| 2010 | Curare le zone umide: una risposta al cambiamento climatico                            |
| 2011 | Foreste per l'acqua e le zone umide                                                    |
| 2012 | Turismo nell zone umide: una grande esperienza                                         |
| 2013 | Le zone umide si prendono cura dell'acqua                                              |
| 2014 | Zone umide ed agricoltura: compagni per la crescita                                    |
| 2015 | Le zone umide per il nostro futuro                                                     |
| 2016 | Le zone umide per il nostro futuro: mezzi di sussistenza sostenibili                   |